# Anders Brauner
Anders Brauner, född 21 februari 1729 i Västra Ny församling, Östergötlands län, död 17 maj 1800 i Skällviks församling, Östergötlands län, var en svensk präst.

## Biografi
Anders Brauner föddes 1729 på Dansby i Västra Ny socken. Han var son till fältväbeln Petter Brauner och Greta Palmgren. Brauner blev vårterminen 1748 student vid Uppsala universitet och avlade magisterexamen 20 juni 1758. Han prästvigdes 21 december 1760 i Uppsala domkyrka och blev 15 maj 1764 komminister i Örtomta församling. Brauner avlade pastoralexamen 25 maj 1772 och blev 1 maj 1776 kyrkoherde i Skällviks församling. Han utnämndes 20 maj 1790 till prost och avled 1800.

### Familj
Brauner gifte sig 30 december 1766 med Hedvig Sophia Lindblom (1748–1798), dotter till kyrkoherden Christer Lindblom i Grebo församling och Maria Beata Hollman. De fick tillsammans barnen  Ulrica Lovisa Brauner som var gift med kyrkoherden Sven Peter Viridén i Bankekinds församling, Carl Christer Brauner (1768–1779), Beata Sophia Brauner som var gift med komministern N. Björkeroth i Västra Ryds församling, lantbrukaren Pehr Axel Brauner (1772–1828), notarien Svante Brauner (1773–1822) i Tjusts härad, Jacob Israle Brauner (1778–1785) och Carl Göran Brauner (född 1782).